# Liste der Naturparks in Österreich

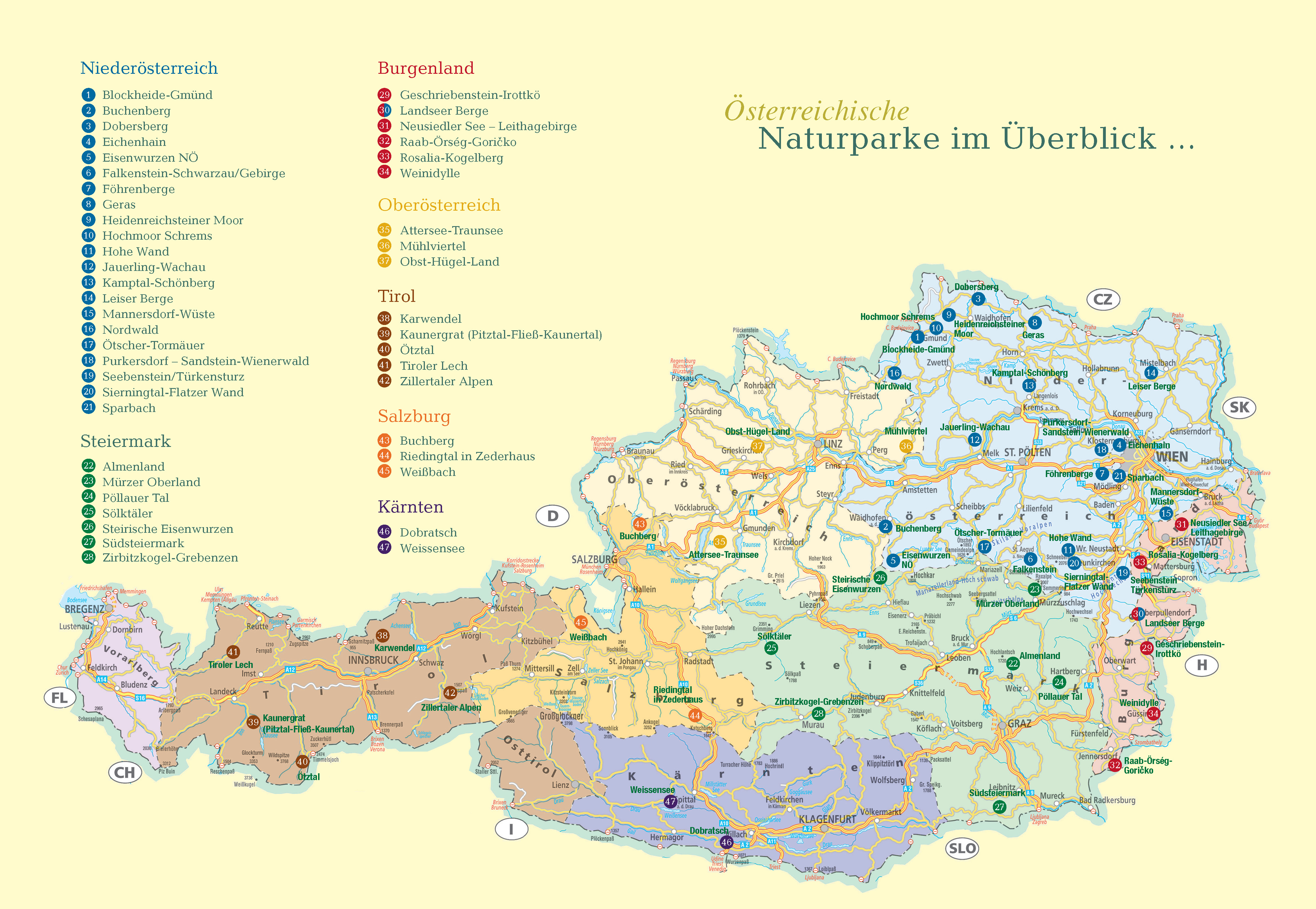
Österreichkarte mit 48 Naturparken an 47 Orten. (19: Seebenstein/Türkensturz. 30: Landseer Berge in Bgld.+NÖ. Stand Dez. 2013)

Diese Liste der Naturparks in Österreich listet die Naturparks in Österreich. Sie werden in den Naturschutzgesetzen der Bundesländer definiert.
Derzeit gibt es in Österreich 48 Naturparks mit einer Gesamtfläche von rund 500.000 ha (Stand 2015). Sie werden jährlich von annähernd 20 Millionen Interessierten besucht.

## Grundlagen

### 4-Säulen-Modell der Österreichischen Naturparke

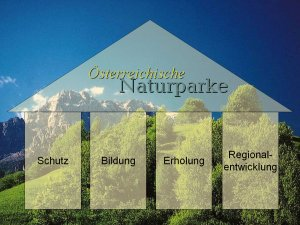
4-Säulen-Modell der Österreichischen Naturparke

Die Österreichischen Naturparke haben vier Funktionen zu erfüllen:
Schutz, Erholung, Bildung und Regionalentwicklung. Die Herausforderung – und gleichzeitig wichtig im Sinne von Unterscheidung zu anderen Regionen – ist, diese Funktionen gleichrangig miteinander zu entwickeln.
Schutz: Ziel ist, den Naturraum durch nachhaltige Nutzung in seiner Vielfalt und Schönheit zu sichern und die durch Jahrhunderte geprägte Kulturlandschaft zu erhalten durch:
- Besucherlenkung
- Naturkundliche Informationen
- Sanfte Mobilität
- Schutzgebietsmanagement
- Forschungsprojekte
- Vertragsnaturschutz

Erholung: Ziel ist, dem Schutzgebiet und dem Landschaftscharakter entsprechend attraktive und gepflegte Erholungseinrichtungen anzubieten durch:
- Wanderwege
- Rad- und Reitwege
- Rast- und Ruheplätze
- Naturnahe Erlebnisspielplätze
- Familienfreundlichkeit und Barrierefreiheit
- Gesunde Luft und Ruhe

Bildung: Ziel ist, durch interaktive Formen des Naturbegreifens und -erlebens Natur, Kultur und deren Zusammenhänge im Sinne einer Bildung für nachhaltige Entwicklung erlebbar zu machen:
- Themenwege
- Erlebnisführungen
- Informationszentren
- Informationsmaterialien
- Naturparkschulen und -Kindergärten
- Zielgruppenspezifische Angebote
- Seminare, Kurse, Ausstellungen
- Brauchtumspflege

Regionalentwicklung: Ziel ist, über den Naturpark Impulse für eine regionale Entwicklung zu setzen, um damit die Wertschöpfung zu erhöhen sowie die Lebensqualität der Bevölkerung zu sichern durch:
- Zusammenarbeit Naturschutz, Landwirtschaft, Tourismus, Gewerbe und Kultur
- Arbeitsplätze durch Naturparke
- Sozial- und umweltverträglichen Tourismus
- Naturparkprodukte nach definierten Kriterien
- Naturpark-Gaststätten

Diese Ziele wurden in den Grundzügen auch in die Europäische Naturparke-Erklärung (2013), zusammen mit Europarc, übernommen, und sichern die Funktion als Modellregion. Damit kommen die Naturparke über eine reine Naturattraktion und -erschließungsmaßnahme hinaus in die Nähe des UNESCO-Man-and-Biosphere-Programms.

### Verband der Naturparke Österreichs
1995 schlossen sich alle österreichischen Naturparke zum Verband der Naturparke Österreichs (VNÖ) als gemeinsamer Interessensvertretung zusammen. Unter dem Dach dieses Verbandes entwickeln sich die Naturparke seither gemeinsam zu Modellregionen für nachhaltige Entwicklung. Die wichtigste Zielsetzung des Verbandes ist eine österreichweit koordinierte Weiterentwicklung der Naturparkidee.
Die wesentlichen Aufgaben des VNÖ sind:
- Vertretung der Österreichischen Naturparke
- Durchführung gemeinsamer Marketingaktivitäten
- Einrichtung einer Informationsstelle für allgemeine Anfragen sowie für die Presse
- Organisation unterschiedlichster Veranstaltungen
- Durchführung von Weiterbildungs- und Qualifizierungsmaßnahmen
- Durchführung von Beschäftigungsprojekten
- Durchführung von Modellprojekten
- Aufbau von Nationalen und internationalen Kooperationen

## Liste der Naturparks

### Landes-Übersicht
Von den 49 Naturparks in Österreich entfallen:
- 23 auf Niederösterreich
- 7 auf die Steiermark
- 6 auf das Burgenland
- 5 auf Tirol
- 4 auf Oberösterreich
- 3 auf Salzburg
- 2 auf Kärnten
- sowie 1 auf Vorarlberg

(Im Bundesland Wien und dem Bundeslandteil Osttirol gibt es keine Naturparke.)
Mit 727 km² Fläche ist der Naturpark Karwendel der größte Naturpark Österreichs, während der Naturpark Falkenstein nur knapp 17 Hektar (0,17 km²) umfasst.

### Liste
| Foto |                 | Name                              | ID   | Bundesland / Bezirk                                                             | Standort | Beschreibung | Fläche    | Datum      |
| ---- | --------------- | --------------------------------- | ---- | ------------------------------------------------------------------------------- | --- | --- | --------- | ---------- |
| 1    | Datei hochladen | Almenland                         | 6444 | Steiermark Bruck-Mürzzuschlag, Graz-Umgebung, Weiz                              | Anger, Birkfeld, Breitenau am Hochlantsch, Fladnitz an der Teichalm, Gasen, Passail, Pernegg an der Mur, Sankt Kathrein am Offenegg Standort | Der Naturpark umfasst ausgedehnte Almlandschaften mit Felswänden und Schluchten. Zu den Aufgaben des Schutzgebietes gehören der Schutz und die Weiterentwicklung der Landschaft, Erholung, Bildung und Regionalentwicklung. | 268 km²   | 12.08.2006 |
| 1    | Datei hochladen | Attersee-Traunsee                 | 4204 | Oberösterreich Gmunden, Vöcklabruck                                             | Altmünster, Aurach am Hongar, Schörfling am Attersee, Steinbach am Attersee, Weyregg am Attersee Standort | Der Naturpark ist Teil der Raumeinheit Traun- und Atterseer Flyschberge und reicht von den Ausläufern des Hongars im Norden bis zu den Ausläufern des Höllengebirges im Süden. Er ist durch eine Mischung aus bewaldeten Gebieten (hauptsächlich Fichtenwälder) und unbewaldeten Bereichen (Bergkuppen, untere Berghänge, Tallagen) gekennzeichnet.                                               | 97 km²    | 29.06.2012 |
| 1    | Datei hochladen | Blockheide-Eibenstein             | 3088 | Niederösterreich Gmünd                                                          | Gmünd Standort | Die Blockheide-Eibenstein beherbergt eine Heidelandschaft mit kleinteiliger bäuerlicher Kulturlandschaft. Neben Ackerflächen bestehen extensiv genutzte Wiesen und Mischwäldern, wobei das Gebiet mit Restlingen, Blockburgen und Findlingen durchsetzt ist. | 105,58 ha | 1979       |
| 1    | Datei hochladen | Buchberg                          | 5901 | Salzburg Salzburg-Umgebung                                                      | Mattsee Standort | Deckungsgleich mit dem Naturpark ist der geschützte Landschaftsteil Buchberg. | 34,04 ha  | 2009       |
| 1    | Datei hochladen | Buchenberg                        | 3103 | Niederösterreich Waidhofen an der Ybbs                                          | Waidhofen an der Ybbs Standort | Der verhältnismäßig kleine Naturpark liegt am Übergangsbereich der Voralpen zum Alpenvorland. Er beherbergt offene Weideflächen und Mischwälder sowie einen Wildtier- und Haustierpark. | 237,24 ha | 1987       |
| 1    | Datei hochladen | Dobersberg                        | 3102 | Niederösterreich Waidhofen an der Thaya                                         | Dobersberg Standort | Der Naturpark Dobersberg liegt im Thayatal im niederösterreichischen Grenzgebiet zu Tschechien. | 199,81 ha | 1979       |
| 1    | Datei hochladen | Dobratsch                         | 2155 | Kärnten Villach, Villach-Land                                                   | Arnoldstein, Bad Bleiberg, Nötsch im Gailtal, Villach Standort | → Hauptartikel : Naturpark Dobratsch f1 | 71 km²    | 24.09.2002 |
| 1    | Datei hochladen | Eichenhain                        | 3105 | Niederösterreich Tulln                                                          | Klosterneuburg, St. Andrä-Wördern Standort | Der Naturpark Eichenhain umfasst vor allem Eichen- und Buchenwälder, die von landwirtschaftlich extensiv genutzten Wiesen unterbrochen werden. Zudem kommen in den weichen Sandstein eingegrabene Bäche vor. | 38 km²    | 1983       |
| 1    | Datei hochladen | Eisenwurzen                       | 3086 | Niederösterreich Amstetten                                                      | Hollenstein an der Ybbs Standort | Der Naturpark Eisenwurzen liegt im Bereich der nördlichen Kalkalpen (Mostviertel) und beherbergt eine Mittelgebirgslandschaft mit urwaldähnlichen Gebieten. Weiters kommen Waldmoore und extensiv genutzte Weideflächen vor. | 49 km²    | 1987       |
| 1    | Datei hochladen | Falkenstein                       | 3098 | Niederösterreich Neunkirchen                                                    | Schwarzau im Gebirge Standort | Der Naturpark ist für seine im Kalkgestein auftretenden Karsterscheinungen (z. B. Karstquellen und Höhlen) bekannt. | 16,91 ha  | 1979       |
| 1    | Datei hochladen | Föhrenberge                       | 3095 | Niederösterreich Mödling                                                        | Gaaden, Gießhübl, Gumpoldskirchen, Guntramsdorf, Hinterbrühl, Kaltenleutgeben, Maria Enzersdorf, Mödling, Perchtoldsdorf, Wienerwald (Gemeinde) Standort | Der Naturpark Föhrenberge umfasst vor allem Schwarz-Föhren-Wälder auf Kalksteinboden. Botanische Raritäten der Föhrenwälder sind die Mödlinger Feder-Nelke und das Karpaten-Felsenblümchen. | 65 km²    | 1979       |
| 1    | Datei hochladen | Geras                             | 3091 | Niederösterreich Horn                                                           | Drosendorf-Zissersdorf, Geras Standort | | 126,6 ha  | 1970       |
| 1    | Datei hochladen | Geschriebenstein-Írottkő          | 1049 | Burgenland Oberpullendorf, Oberwart                                             | Lockenhaus, Markt Neuhodis, Rechnitz, Unterkohlstätten Standort | Grenzübergreifend mit Ungarn. | 87 km²    | 01.07.1999 |
| 1    | Datei hochladen | Heidenreichsteiner Moor           | 3090 | Niederösterreich Gmünd                                                          | Heidenreichstein Standort | → Hauptartikel : Naturpark Heidenreichsteiner Moor f1 | 30,64 ha  | 1979       |
| 1    | Datei hochladen | Hochmoor Schrems                  | 3113 | Niederösterreich Gmünd                                                          | Schrems Standort | → Hauptartikel : Naturpark Hochmoor Schrems f1 | 107,13 ha | 2000       |
| 1    | Datei hochladen | Hohe Wand                         | 3106 | Niederösterreich Wiener Neustadt                                                | Höflein an der Hohen Wand, Hohe Wand, Markt Piesting, Winzendorf-Muthmannsdorf Standort | → Hauptartikel : Naturpark Hohe Wand f1 | 24 km²    | 1979       |
| 1    | Datei hochladen | Jauerling-Wachau                  | 3093 | Niederösterreich Krems, Melk                                                    | Aggsbach, Emmersdorf an der Donau, Maria Laach am Jauerling, Mühldorf, Raxendorf, Spitz, Weiten Standort | → Hauptartikel : Naturpark Jauerling–Wachau f1 | 116 km²   | 1983       |
| 1    | Datei hochladen | Kamptal-Schönberg                 | 3094 | Niederösterreich Krems                                                          | Schönberg am Kamp Standort | → Hauptartikel : Naturpark Kamptal-Schönberg f1 | 15 km²    | 1986       |
| 1    | Datei hochladen | Karwendel                         | 7123 | Tirol Innsbruck, Innsbruck-Land, Schwaz                                         | Absam, Achenkirch, Eben am Achensee, Gnadenwald, Innsbruck, Jenbach, Reith bei Seefeld, Rum, Scharnitz, Seefeld, Stans, Terfens, Thaur, Vomp, Zirl Standort                                                                                                  | → Hauptartikel : Naturpark Karwendel f1 | 727 km²   | 30.06.2009 |
| 1    | Datei hochladen | Kaunergrat                        | 7102 | Tirol Imst, Landeck                                                             | Arzl im Pitztal, Faggen, Fließ, Jerzens, Kaunerberg, Kaunertal, Kauns, St. Leonhard im Pitztal Standort | → Hauptartikel : Kaunergrat f1 | 53 km²    | 2003       |
| 1    | Datei hochladen | Landseer Berge                    | 1062 | Burgenland Oberpullendorf, Wiener Neustadt Anm.: Bz. WN liegt im Bundesland NÖ. | Draßmarkt, Kaisersdorf, Kobersdorf, Markt Sankt Martin, Schwarzenbach (NÖ), Weingraben Standort | → Hauptartikel : Naturpark Landseer Berge f1 | 56 km²    | 01.12.2000 |
| 1    | Datei hochladen | Leiserberge                       | 3092 | Niederösterreich Korneuburg, Mistelbach                                         | Asparn an der Zaya, Ernstbrunn, Gnadendorf, Ladendorf, Niederleis Standort | → Hauptartikel : Naturpark Leiser Berge f1 | 40 km²    | 1979       |
| 1    | Datei hochladen | Mannersdorf-Wüste                 | 3087 | Niederösterreich Bruck an der Leitha                                            | Mannersdorf am Leithagebirge Standort | → Hauptartikel : Naturpark Mannersdorf-Wüste f1 | 114,91 ha | 1984       |
| 1    | Datei hochladen | Mühlviertel                       | 4195 | Oberösterreich Freistadt, Perg                                                  | Allerheiligen im Mühlkreis, Bad Zell, Rechberg, St. Thomas am Blasenstein Standort | → Hauptartikel : Naturpark Mühlviertel f1 | 10 km²    | 2005       |
| 1    | Datei hochladen | Mürzer Oberland                   | 6410 | Steiermark Bruck-Mürzzuschlag                                                   | Neuberg an der Mürz Standort | → Hauptartikel : Naturpark Mürzer Oberland f1 | 224 km²   | 2003       |
| 1    | Datei hochladen | Nagelfluhkette                    | 5901 | Vorarlberg Bregenz                                                              | Doren, Hittisau, Krumbach, Langenegg, Lingenau, Riefensberg, Sibratsgfäll, Sulzberg Standort | → Hauptartikel : Naturpark Nagelfluhkette f1 |           |            |
| 1    | Datei hochladen | Neusiedler See - Leithagebirge    | 1058 | Burgenland Neusiedl am See, Eisenstadt-Umgebung                                 | Breitenbrunn am Neusiedler See, Donnerskirchen, Jois, Purbach am Neusiedler See, Winden am See Standort | → Hauptartikel : Naturpark Neusiedler See - Leithagebirge f1 | 110 km²   | 01.02.2006 |
| 1    | Datei hochladen | Nordwald                          | 3089 | Niederösterreich Gmünd                                                          | Bad Großpertholz Standort | Der Naturpark Nordwald umfasst ein ausgedehntes Waldgebiet am Westrand des Waldviertler Hochlandes. Neben dichten Nadelwäldern besteht das Schutzgebiet auch aus Acker- und Wiesenfluren, stillen Teiche und Hochmoorlandschaften. Neben Torfmoosen, isländischem Moos, rundblättrigem Sonnentau und Zwergbirken beherbergt das Areal auch Birkhühner, Auerhühner und verschiedene Insektenarten. | 525,64 ha | 1987       |
| 1    | Datei hochladen | Obst-Hügel-Land                   | 4194 | Oberösterreich Eferding                                                         | St. Marienkirchen an der Polsenz, Scharten Standort | → Hauptartikel : Naturpark Obst-Hügel-Land f1 | 26 km²    | 31.03.2005 |
| 1    | Datei hochladen | Ötscher-Tormäuer                  | 3101 | Niederösterreich Scheibbs                                                       | Gaming, Puchenstuben Standort | → Hauptartikel : Naturpark Ötscher-Tormäuer f1 | 159 km²   | 1979       |
| 1    | Datei hochladen | Ötztal                            | 7122 | Tirol Imst                                                                      | Haiming, Längenfeld, Oetz, Sautens, Sölden, Umhausen Standort | | 508 km²   | 2009       |
| 1    | Datei hochladen | Pöllauer Tal                      | 6398 | Steiermark Hartberg-Fürstenfeld                                                 | Pöllau, Pöllauberg Standort | → Hauptartikel : Naturpark Pöllauer Tal f1 | 123 km²   | 1982       |
| 1    | Datei hochladen | Purkersdorf – Sandsteinwienerwald | 3104 | Niederösterreich St. Pölten                                                     | Purkersdorf Standort | → Hauptartikel : Naturpark Purkersdorf – Sandsteinwienerwald f1 | 77,14 ha  | 1979       |
| 1    | Datei hochladen | Raab-Őrség-Goričko                | 1044 | Burgenland Jennersdorf                                                          | Jennersdorf, Minihof-Liebau, Mogersdorf, Mühlgraben, Neuhaus am Klausenbach, Sankt Martin an der Raab, Weichselbaum Standort | Grenzübergreifend mit Ungarn und mit Slowenien. | 148 km²   | 01.01.1998 |
| 1    | Datei hochladen | Riedingtal in Zederhaus           | 5837 | Salzburg Tamsweg                                                                | Zederhaus Standort | | 27 km²    | 2002       |
| 1    | Datei hochladen | Rosalia-Kogelberg                 | 1061 | Burgenland Mattersburg                                                          | Bad Sauerbrunn, Baumgarten, Draßburg, Forchtenstein, Loipersbach, Marz, Pöttelsdorf, Pöttsching, Rohrbach bei Mattersburg, Schattendorf, Sieggraben, Sigleß, Zemendorf-Stöttera Standort                                                                     | → Hauptartikel : Naturpark Rosalia-Kogelberg f1 | 72 km²    | 01.11.2006 |
| 1    | Datei hochladen | Seebenstein                       |      | Niederösterreich Neunkirchen                                                    | Seebenstein Standort | Anmerkung: 1. nicht auf der Homepage der Naturparke Österreich, aber im NÖ Atlas des Landes Niederösterreich enthalten. 2. Die Standorte von Np Seebenstein und Np Türkensturz liegen etwa 2,5 km auseinander. |           | 1987       |
| 1    | Datei hochladen | Sierningtal-Flatzer Wand          | 3097 | Niederösterreich Neunkirchen                                                    | Ternitz Standort | → Hauptartikel : Naturpark Sierningtal-Flatzer Wand f1 | 15 km²    | 1979       |
| 1    | Datei hochladen | Sölktäler                         | 6399 | Steiermark Liezen                                                               | Sölk Standort | → Hauptartikel : Naturpark Sölktäler f1 | 288 km²   | 21.10.1982 |
| 1    | Datei hochladen | Sparbach                          | 3096 | Niederösterreich Mödling                                                        | Hinterbrühl, Kaltenleutgeben Standort | → Hauptartikel : Naturpark Sparbach f1 | 355,26 ha | 1979       |
| 1    | Datei hochladen | Steirische Eisenwurzen            | 6396 | Steiermark Liezen                                                               | Altenmarkt bei Sankt Gallen, Landl, Sankt Gallen, Wildalpen Standort | → Hauptartikel : Naturpark Steirische Eisenwurzen f1 | 584 km²   | 1996       |
| 1    | Datei hochladen | Südsteiermark                     | 6404 | Steiermark Leibnitz                                                             | Arnfels, Ehrenhausen an der Weinstraße, Gamlitz, Gleinstätten, Großklein, Heimschuh, Kitzeck im Sausal, Leibnitz, Leutschach an der Weinstraße, Oberhaag, Sankt Andrä-Höch, Sankt Johann im Saggautal, Sankt Nikolai im Sausal, Straß in Steiermark Standort | → Hauptartikel : Naturpark Südsteiermark f1 | 304 km²   | 2001       |
| 1    | Datei hochladen | Tiroler Lech                      | 7112 | Tirol Reutte                                                                    | Bach, Ehenbichl, Elbigenalp, Elmen, Forchach, Gramais, Häselgehr, Hinterhornbach, Höfen, Holzgau, Kaisers, Lechaschau, Musau, Namlos, Pfafflar, Pflach, Pinswang, Reutte, Stanzach, Steeg, Vils, Vorderhornbach, Wängle, Weißenbach Standort                 | → Hauptartikel : Naturpark Tiroler Lech f1 | 41 km²    | 2004       |
| 1    | Datei hochladen | Türkensturz                       |      | Niederösterreich Neunkirchen                                                    | Scheiblingkirchen-Thernberg Standort | Anmerkung: 1. nicht auf der Homepage der Naturparke Österreich, aber im NÖ Atlas des Landes Niederösterreich enthalten. 2. Die Standorte von Np Seebenstein und Np Türkensturz liegen etwa 2,5 km auseinander. |           | 1987       |
| 1    | Datei hochladen | Weinidylle                        | 1045 | Burgenland Güssing, Oberwart                                                    | Deutsch Schützen-Eisenberg, Eberau, Güssing, Heiligenbrunn, Moschendorf, Strem Standort | Der Naturpark Weinidylle liegt in einer hügeligen Landschaft mit kleinen Wiesen und Feldern, Auwäldern und Feuchtwiesen, lichten Hutweiden und alten Eichenhainen sowie zahlreichen kleinstrukturierten Weingärten und romantischen Kellergassen. Teile des 1978 geschaffenen Clusius Naturpark Güssing wurden 1999 in diesen Naturpark integriert.                                               | 73 km²    | 01.06.1999 |
| 1    | Datei hochladen | Weißbach                          | 5900 | Salzburg Zell am See                                                            | Sankt Martin bei Lofer, Weißbach bei Lofer Standort | | 28 km²    | 2007       |
| 1    | Datei hochladen | Weißensee                         | 2158 | Kärnten Spittal an der Drau, Villach-Land                                       | Stockenboi, Weißensee Standort | → Hauptartikel : Naturpark Weißensee f1 | 76 km²    | 2006       |
| 1    | Datei hochladen | Zillertaler Alpen                 | 7109 | Tirol Bezirk Schwaz                                                             | Brandberg, Finkenberg, Mayrhofen, Tux Standort | → Hauptartikel : Naturpark Zillertaler Alpen f1 | 379 km²   | 2006       |
| 1    | Datei hochladen | Zirbitzkogel-Grebenzen            | 6397 | Steiermark Murau                                                                | Mühlen, Neumarkt, Sankt Lambrecht Standort | → Hauptartikel : Naturpark Zirbitzkogel-Grebenzen f1 | 68 km²    | 1982       |